# روزاريو دي أكونا
روزاريو دي أكونا (بالإسبانية: Rosario de Acuña)‏ (1 نوفمبر 1850، مدريد في إسبانيا - 5 مايو 1923، خيخون في إسبانيا)؛ كاتِبة، صحفية، سفرجات وشاعرة إسبانية.